# Zdenka Rusová
Zdenka Rusová (* 21. července 1939 Praha) je norská grafička, kreslířka, malířka a pedagožka českého původu. Stala se první profesorkou grafiky v Norsku a první rektorkou vysoké umělecké školy ve Skandinávii. V Norsku iniciovala širokou debatu o možnostech výuky, která vedla k reformě zdejšího uměleckého školství.
V šedesátých letech 20. století se věnovala hlavně grafice a kresbě, později se soustředila na malbu a v letech 1974–1982 se opět vrátila ke kresbě a grafice. Specializuje se na kresbu tuší a perem a grafiku suchou jehlou a leptem a kombinuje kresbu se suchou jehlou a akrylem. Je zastoupena ve sbírkách Alšovy jihočeské galerie v Hluboké nad Vltavou, Národního muzea v Oslu, Tate Gallery nebo Britského muzea v Londýně.

## Biografie
Zdenka Rusová se narodila 21. července 1939 v Praze a od malička si kreslila. V letech 1953–1958 studovala aranžérství na Průmyslové škole bytové tvorby v Praze, v letech 1954–1964 navštěvovala ateliér knižní grafiky Antonína Strnadela na Vysoké škole uměleckoprůmyslové v Praze.
V Čechách se v polovině šedesátých let 20. století věnovala grafikám s cirkusovými motivy, místo lidí zobrazovala například cvičené psy v akrobatických pozicích. Malovala obrazy ambivalentních ženských hlav s tajemným úsměvem. V roce 1967 vytvořila velkou grafickou série ženských hlav v profilu. Později kreslila hlavy bez vlasů připomínající hroudy vyrůstající z ramenou.
Na její první výstavě v Galerii mladých v roce 1966 její tvorba zaujala norského kritika Ole Henrika Moe, který se později stal ředitelem Henie Onstad Kunstsentra v Høvikoddenu a autorku doporučil k získání prvního grantu na pobyt v Norsku a studium na akademii ve Stuttgartu (1967–1969). Norská etapa tvorby se vyznačuje větší barevností, k monochromatické černé se v grafice přidala červená a do děl vstupuje mužský a ženský princip, svoboda a závislost, růst a hnití.
Skandinávská země s drsnou krajinou Rusovou natolik okouzlila, že sem v roce 1970 emigrovala. Studovala dějiny umění, pedagogiku a bohemistiku na univerzitě v Oslu a v roce 1974 získala norské občanství. V letech 1987–1996 byla profesorkou na Norské národní akademii výtvarných umění, kde vedla obor grafiky a do roku 1992 byla rektorkou akademie. V sedmdesáti letech odešla do důchodu.
Její díla jsou součástí sbírek Alšovy jihočeské galerie v Hluboké nad Vltavou, Národního muzea v Oslu, Tate Gallery nebo Britského muzea v Londýně.
V roce 2024 uspořádalo Museum Kampa v Praze retrospektivní výstavu Mezi tajemným a zjevným, která představila kresby a grafické listy Zdenky Rusové z českého i norského období.